# Nowe Repty
Nowe Repty, Repty Nowe (niem. Neu-Repten) – miejscowość będąca częścią miasta Tarnowskie Góry, wchodząca w skład utworzonej w 1998 roku dzielnicy Repty Śląskie.
Nowe Repty pierwotnie były kolonią Rept Starych założoną w 1748 roku, tuż po przejściu historycznego Śląska spod panowania austriackiego pod władzę Królestwa Prus. Aż do początku XX wieku stanowiła osobną wieś i gminę. Około 1925 roku na wschód od wsi działała kopalnia „Segiet”. Po plebiscycie została przyłączona do Polski w 1922 roku.
W okresie międzywojennym w miejscowości stacjonowała placówka Straży Granicznej I linii „Repty Nowe”.
W latach 1945–1954 Repty Nowe wchodziły w skład gminy Repty Stare, a w latach 1954–1972 w skład gromady Repty. 1 stycznia 1973 roku wraz z Reptami Starymi zostały włączone w granice miasta Tarnowskie Góry.